# 東海市 (韓國)

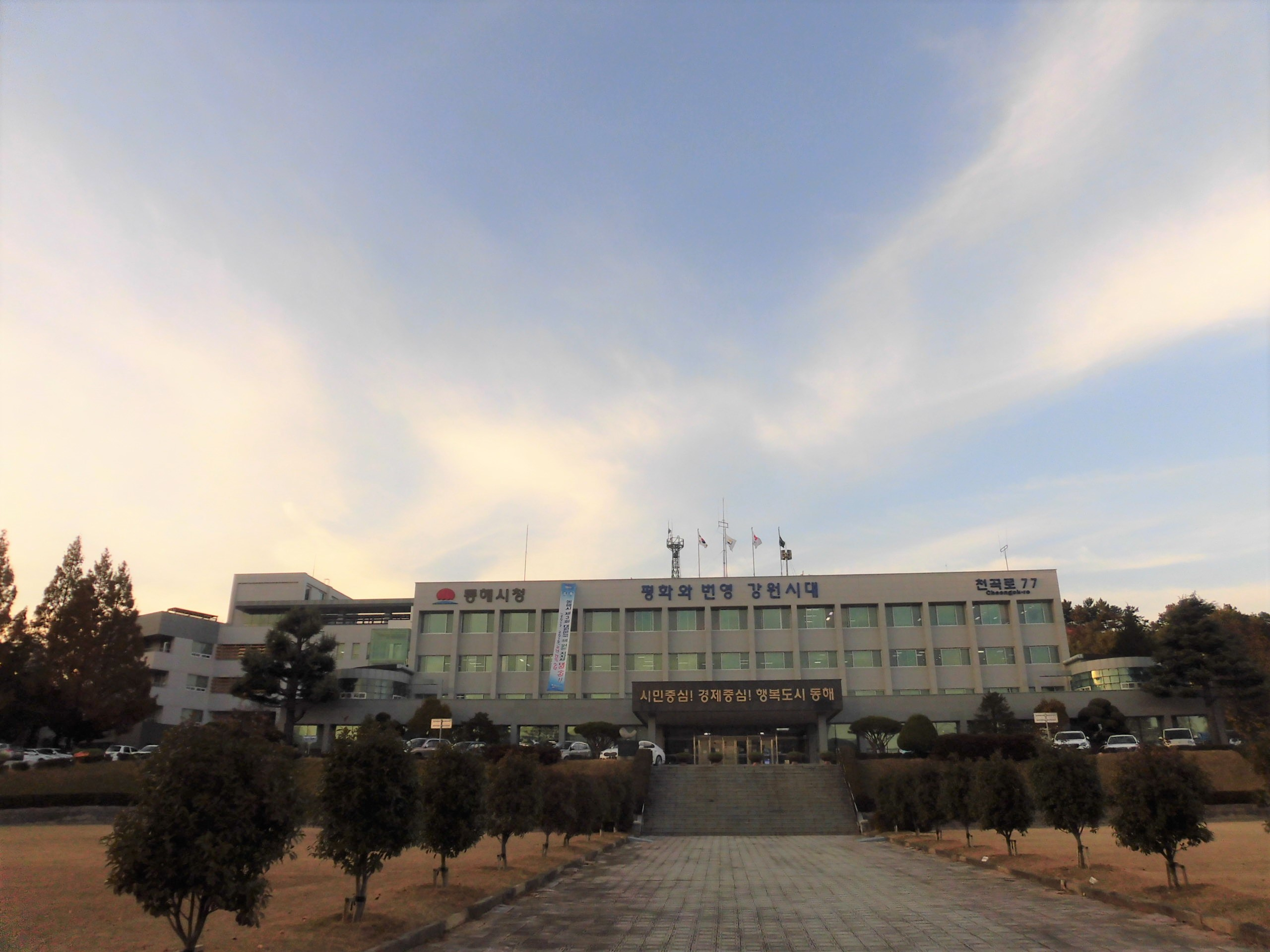
東海市廳

東海市（：／ Donghae si */?）是大韓民國江原特别自治道的一個市，面积180.01平方千米，2021年2月时人口数为90,320。东海市是一个港口城市，东海港和墨湖港便位于市内东部海岸。太白山脈穿过市内西部，山地和溪谷间坐落着海拔1,353米的头陀山，而在东部靠近日本海一侧则分布着大量的海水浴場。东海市因同时拥有山谷地带和海滨风光而成为韩国著名的旅游休养城市之一，并成为了许多韩国电视剧的取景地。如2002年KBS电视剧《冬季恋歌》便曾在北坪洞的湫岩海水浴场拍摄，2020年的JTBC电视剧《Run On》和《Hush》也曾在东海市取景。

## 歷史沿革
东海市在三韓時期之前是属于悉直谷國的领土范围，后来在公元104年被新罗吞并。文献记载在东海市西部的草绿峰是三韩时期高句丽和新罗领土交界的地区之一。在公元5、6世纪，东海地区曾多次在高句丽和新罗间易手，并在新罗被称为悉直州。在对东海市内这一时期新罗墓葬的发掘调查中出土了伽耶和大伽耶相关的文物，据推测这可能是新罗灭亡伽耶后，强行将其遗族迁往该地区造成的。在公元638年悉直州被升格并改为眞珠都督府，在753年又被改称三陟郡。到了高麗時代和朝鲜王朝时期，原来的三陟郡被拆分为三陟府下的三陟县和江陵府下辖的羽溪县。
1914年，原先属于三陟府的三个面被统合成新的北三面，在1941年墨湖港开港以后的第二年，原属于江陵府的望祥面被升格为墨湖邑。1945年，北三面从新的三陟郡分离出来，并被升格为北坪邑。1979年12月28日，韩国行政安全部发出的法令3188号决定将上述两邑合并成立新的东海市。1980年4月1日该法令生效，新的东海市产生。

## 自然地理与气候
东海市位于江原特别自治道东南部，东西长约17.8公里、南北长19.8公里，总面积为180.20平方千米。其中78%是林地，树木类型主要是针叶林和混交林。其西面是旌善郡，南北面则分别与三陟市和江陵市接壤。太白山脈在东海市的西部穿过，在境内形成了青玉山（海拔1,430米）、头陀山（海拔1,351米）等多座山峰。因此东海市的西部主要是地势险峻的山地，其山势自西向东形成了一个陡峭的斜面。在东面靠近日本海一侧则是宽约2公里，平均海拔在50米左右的海岸丘陵地带，并从此发源了市内主要的河流，如北部的箭川和南部的马上川。东海市内大部分都是山地地形，平原地带仅分布在箭川的沿岸和南部北坪洞附近，其他地区的山地一直延展到海岸并形成海蚀崖。东海市的海岸线长43.57公里，其形状基本是单调的，除了在墨湖洞一带有一个向内的凹入区域，这也是墨湖港的所在地。
东海市的气候在柯本气候分类法中属于温带大陆性湿润气候。由于东海市东部面向日本海，且太白山脉阻隔了冬季的西北季風，其较同纬度的韩国西海岸地区温暖，年平均气温13.2摄氏度。东海市的降水量是岭西地方的其他区域的两到三倍，主要体现在春、秋、冬三季，年平均降水量1,350毫米。1956年时当地曾经记录到120厘米的降雪，导致当地出现人员伤亡并使得对外通信一时中断。
| 东海市 (1981-2010) | 东海市 (1981-2010) | 东海市 (1981-2010) | 东海市 (1981-2010) | 东海市 (1981-2010) | 东海市 (1981-2010) | 东海市 (1981-2010) | 东海市 (1981-2010) | 东海市 (1981-2010) | 东海市 (1981-2010) | 东海市 (1981-2010) | 东海市 (1981-2010) | 东海市 (1981-2010) | 东海市 (1981-2010) |
| 月份               | 1月                | 2月                | 3月                | 4月                | 5月                | 6月                | 7月                | 8月                | 9月                | 10月               | 11月               | 12月               | 全年               |
| ------------------ | ------------------ | ------------------ | ------------------ | ------------------ | ------------------ | ------------------ | ------------------ | ------------------ | ------------------ | ------------------ | ------------------ | ------------------ | ------------------ |
| 平均高温 °C（°F）  | 5.2 (41.4)         | 7.1 (44.8)         | 10.8 (51.4)        | 16.6 (61.9)        | 20.6 (69.1)        | 23.2 (73.8)        | 26.4 (79.5)        | 27.3 (81.1)        | 23.7 (74.7)        | 19.7 (67.5)        | 13.6 (56.5)        | 7.9 (46.2)         | 16.8 (62.2)        |
| 日均气温 °C（°F）  | 0.8 (33.4)         | 2.7 (36.9)         | 6.4 (43.5)         | 12.0 (53.6)        | 16.1 (61.0)        | 19.4 (66.9)        | 23.0 (73.4)        | 23.7 (74.7)        | 19.7 (67.5)        | 15.0 (59.0)        | 9.0 (48.2)         | 3.3 (37.9)         | 12.6 (54.7)        |
| 平均低温 °C（°F）  | −3.1 (26.4)        | −1.5 (29.3)        | 2.0 (35.6)         | 7.5 (45.5)         | 12.0 (53.6)        | 16.1 (61.0)        | 20.2 (68.4)        | 20.7 (69.3)        | 15.9 (60.6)        | 10.5 (50.9)        | 4.6 (40.3)         | −0.9 (30.4)        | 8.7 (47.7)         |
| 平均降水量 mm（）  | 51.0 (2.01)        | 36.3 (1.43)        | 58.6 (2.31)        | 60.1 (2.37)        | 74.0 (2.91)        | 110.4 (4.35)       | 234.7 (9.24)       | 240.3 (9.46)       | 241.1 (9.49)       | 83.5 (3.29)        | 67.6 (2.66)        | 21.3 (0.84)        | 1,278.9 (50.35)    |
| 平均相對濕度（％） | 49.5               | 52.9               | 57.1               | 59.0               | 68.7               | 78.0               | 82.5               | 82.6               | 79.0               | 67.0               | 56.2               | 46.8               | 64.9               |
| 月均日照時數       | 178.6              | 179.4              | 194.4              | 208.9              | 208.3              | 170.4              | 144.7              | 157.0              | 162.5              | 188.2              | 171.7              | 185.0              | 2,149              |
| 来源：韓國氣象廳   |                    |                    |                    |                    |                    |                    |                    |                    |                    |                    |                    |                    |                    |

## 行政區域
东海市下辖10个行政洞，洞下还有272个統和1,473个班。其政府驻地位于泉谷洞。
| 行政洞 | 面积   | 人口   | 户数   | 行政区划图 |
| ------ | ------ | ------ | ------ | ---------- |
| 泉谷洞 | 10.39  | 30,793 | 13,520 |            |
| 松亭洞 | 5.27   | 4,009  | 2,281  |            |
| 北三洞 | 16.60  | 19,185 | 8,148  |            |
| 釜谷洞 | 5.08   | 5,123  | 2,674  |            |
| 東湖洞 | 2.87   | 5,138  | 2,611  |            |
| 發翰洞 | 1.15   | 3,524  | 2,071  |            |
| 墨湖洞 | 3.35   | 3,192  | 1,846  |            |
| 北坪洞 | 19.31  | 12,815 | 5,702  |            |
| 望祥洞 | 25.79  | 3,598  | 1,885  |            |
| 三和洞 | 90.36  | 2,943  | 1,582  |            |
| 東海市 | 180.17 | 90,320 | 42,320 |            |

## 經濟

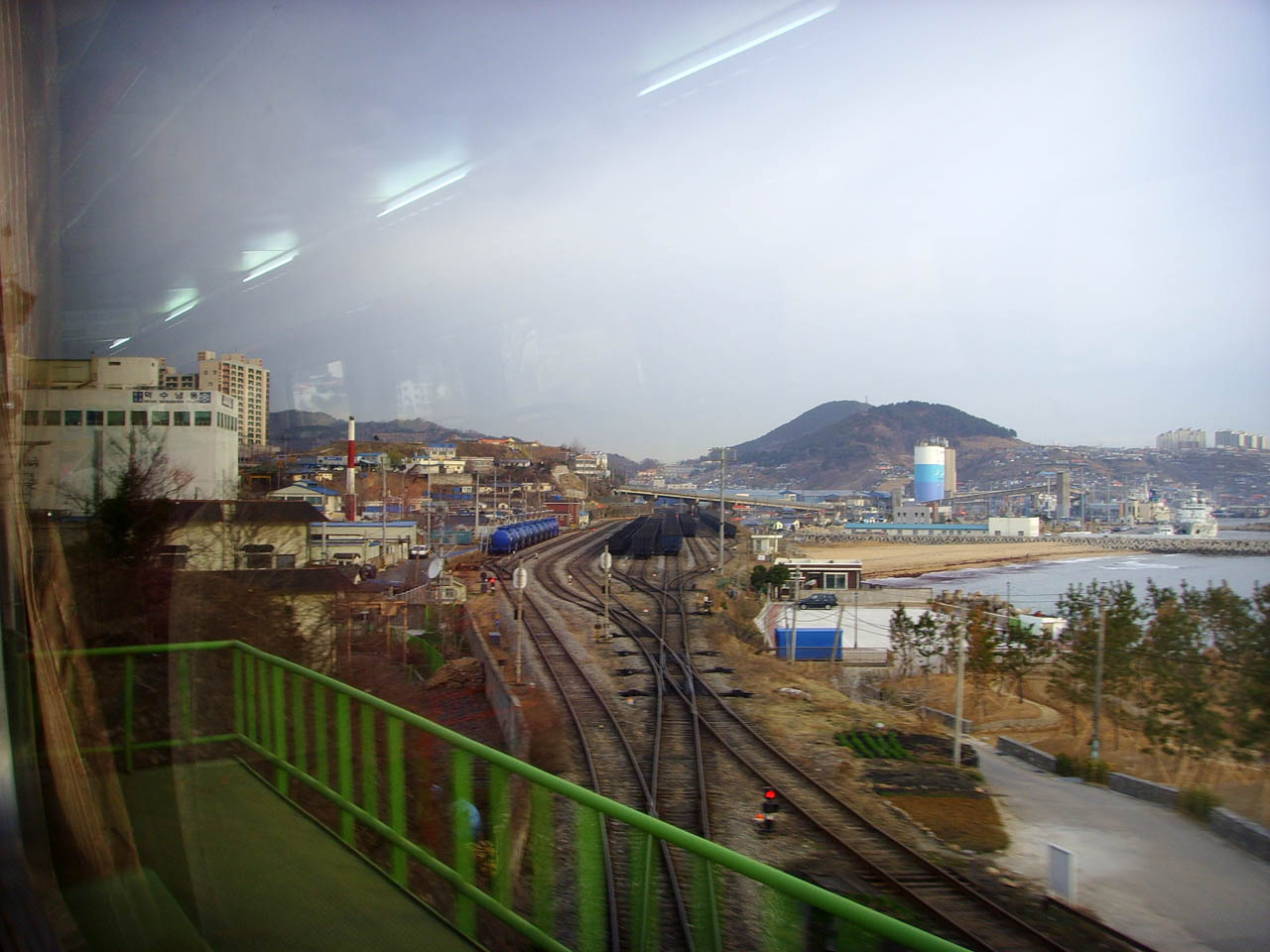
墨湖港线上拍摄的东海市景

东海市内现有农户2,732户和912公顷农地。农地主要以旱田为主，面积为760公顷；也有小部分稻田，面积为152公顷。东海市主要的农产品有大米、大豆、马铃薯、大麦、玉米、苹果、桃子、葡萄等，北坪洞、望祥洞、北三洞等地是东海市的农业中心地区。东海市是一个港口城市，所以当地渔民以墨湖港为中心发展小型捕捞渔业或者半农半渔的水产产业，主要的水产品有明太鱼、秋刀鱼、鱿鱼和裙带菜等。近年来东海市的渔业人口逐渐下降，现在东海市内有渔户264户和渔民571人，并设立有五个渔村协作组织。东海市政府在2013至2018年间为振兴相关产业经济投资275亿韩元，项目包括在墨湖港修建水产流通中心和水产商店、餐厅以及一个水产品销售市场，还有27亿韩元的渔业相关设施建设。此外在2021年1月，当地政府还为渔民提供了价值11亿韩元的减税和津贴政策，并加速推进相关渔业设施的建设。这是为了减少2019冠状病毒病疫情、台风美莎克和台风海神对当地渔业造成的打击。
东海市的南部有大量的石灰石矿藏，雙龍洋灰工業依托该矿区在南部的三兴洞地区设有一个年产量500万吨的水泥工厂。东海港与该工厂建立了一个输送系统，以直接将生产的水泥运输到港口装卸。而在三和洞设有一家年产量1,200万吨的石灰石工厂，并因此在北坪洞、墨湖洞地区形成了水泥厂区，年产量能达到1,600万吨。此外LS电缆在东海设有两个工厂，并依托该站点建设高压电网、东北亚电网和海底电缆线路。该公司每年为东海市创造7,000亿韩元的产值和100亿韩元的地方税收，并创造728个工作岗位。在2020年4月完工的2号厂占地面积达104,000平方米，投资500亿韩元，是现在亚洲最大的超高压直流电缆工厂。此外在北坪洞还设有一个重化工业园区，生产船舶及相关设备、机械设备、胶合板、纸板与陶瓷。
东海市是韩国的港口城市之一，东海港也是韩国规模较大的港口之一。现在东海港拥有16个泊位，年装卸能力达到2,200万吨。东海港三期工程计划在2040年前建设7个新的泊位，其中一个是十万吨级的泊位，此外还有防波堤1,800米和防波护岸2,300米的修建计划。该计划预期将提升港口装卸能力至4,100万吨，预期投资1兆6,244亿韩元。其中投资额达2,740亿韩元的煤炭装卸码头扩建计划将由GS集团承建，预计工期四年，以期将东海港的煤炭年装卸量从361万吨提升至540万吨。墨湖港是东海港开港前韩国运送水泥和煤炭的第一大港，也是韩国《港湾法》指定的一类港口。它现在主要承担地区的渔业基地和周边海域的紧急避难功能。

## 交通
東海高速公路的三陟-束草段通过东海市，车辆可通过该道路前往江陵市。市内有总长9.56公里的高速道路、43.3公里的国道和93.5公里的市道。境内的其他主要道路还有能前往釜山和高城郡的国道7号、前往瑞山的国道38号和国道42号的原州-东海段。
东海市内有嶺東線经过，该线路主要承担了资源运输的功能，该线的东海段已经完成了电气化。此外其支线三陟线主要承担了水泥运输的功能。境内的铁路线还有墨湖港线和北坪线。
东海市的墨湖港和东海港也承担着客运的功能。墨湖港如今运营着前往郁陵岛和独岛的航线，时长分别为3小时10分和5小时10分。东海港有一个由“东方之梦号”运行的俄罗斯符拉迪沃斯托克-东海-日本境港-舞鹤航线，该航线的频率是每周一次，除客运外也负责一些货物的运输。

## 旅游观光与文化

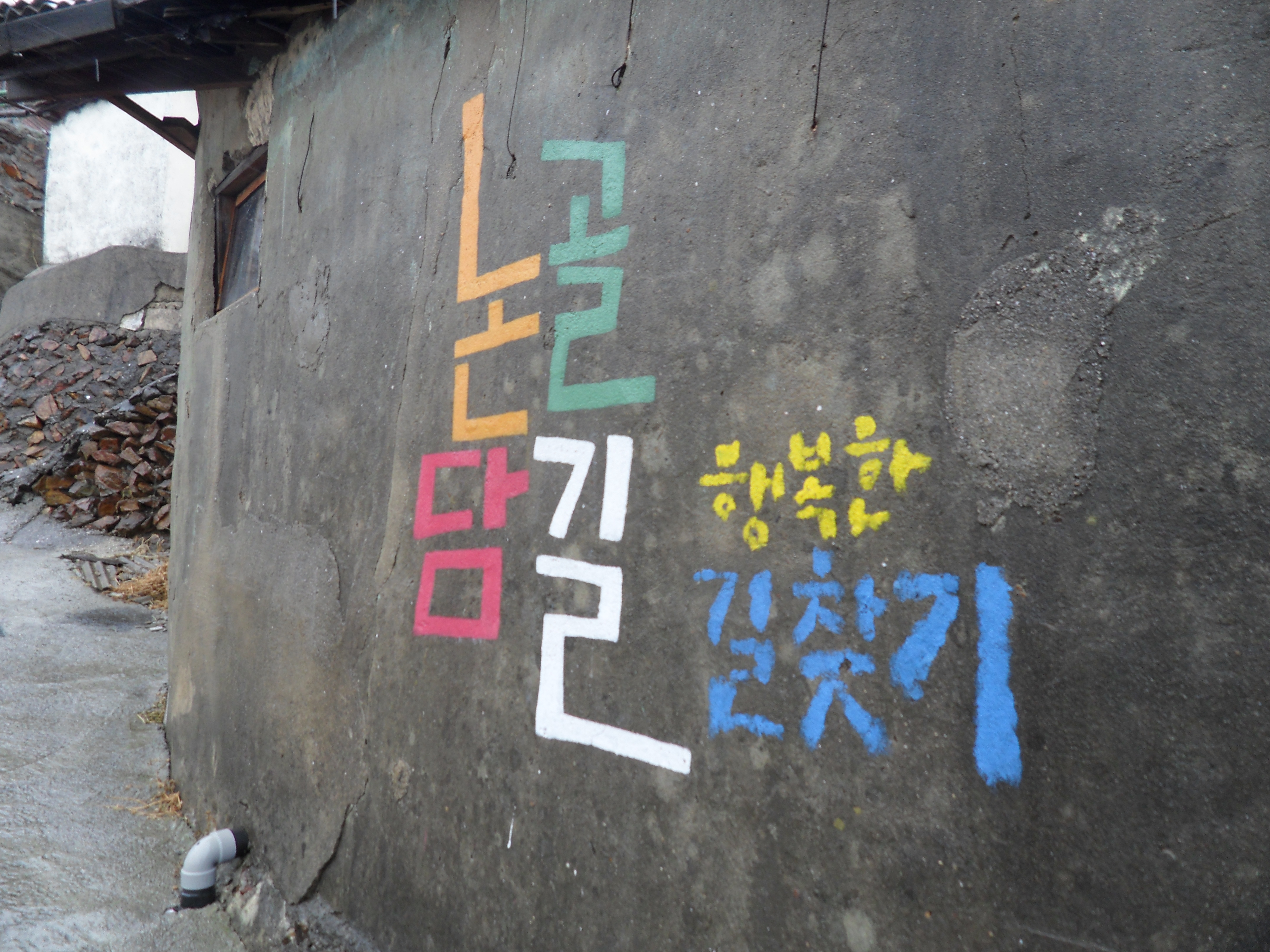
墨湖港附近的壁画

东海市是一个旅游都市，其西部的山谷地带和东部的海岸使其拥有丰富的旅游资源。为了推动江原特别自治道内的文化输出，东海市在2020和2021年斥资1.95亿韩元以推动文化资源项目。在东部海岸的望祥海水浴场以其狭长的沙滩和海岸边奇特的岩石闻名。2020年的JTBC电视剧《Run On》和《Hush》的取景地便在望祥洞的韩屋村，而湫岩海水浴场则是2002年KBS电视剧《冬季恋歌》的取景地。墨湖港附近有一条韩式商业街和海鲜市场，《Run On》和《Hush》也有部分取景在此完成。在市内西部，从青玉山和头陀山发源的箭川在山地形成了溪谷和瀑布，三和寺便位于溪谷之中。在每年的10月，东海市都会举办“东海武陵庆典”以继承发扬当地传统文化。
东海市内只有一所大学，即韩中大学。此外市内还有6所高中、7所初中和13所小学。